# Rendu
Rendu ("Dwóch")  to zrealizowana w 2006 roku w języku tamilskim indyjska komedia. Reżyserem jest cieszący się uznaniem krytyków Sundar C, autor Anbe Sivam. W rolach głównych Madhavan, Reema Sen, Anushka Shetty, Bhagyaraj i Vadivelu. Tematem filmu jest krzywda i zemsta, a także miłość, która spełnia się dopiero po śmierci jednego z bohaterów.

## Fabuła
Dobroduszny, radosny Sakthi (Madhavan) wyrywa się ze swojej wioski do miasta. Marzy mu się własny dom, samochód, ślub ze śliczną dziewczyna, ale rzeczywistość jest daleka od marzeń. Wuj, na którego pomoc liczył, sam jest nieudacznikiem. Z trudem i na długach żyje ze swoich sztuczek magika. Nikt ich nie chce oglądać. Każdy w wesołym miasteczku woli wydać pieniądze na to, aby obejrzeć "syrenki" - pływające w akwarium piękne siostrzyczki. Jedna z nich wpada w oko Sakthi.
Tymczasem w okolicy robi się głośno od tajemniczych morderstw. Morderca na miejscu zbrodni zostawia informacje o dacie kolejnego zabójstwa. Policja próbuje ustalić, co mogło łączyć ofiary. Podczas kolejnego morderstwa zabójca odwraca się do nas, widzów. Widzimy twarz... Sakthi...

## Motywy kina indyjskiego
- Gdy panna młoda dostaje tuż przed ślubem ataku epileptycznego, rodzina pana młodego domaga się jako zadośćuczynienie podwyższenia posagu. Panna młoda oburzona błaga ojca, by jej nie sprzedawał. Ślub zostaje zerwany. Podobny motyw sprzedawania i kupowania panny młodej pojawia się m.in. w Lajja.
- Chciwi pieniędzy za ziemię wydartą oszustwem świątyni pozbywają się świadków nieuczciwości. Zabijają rodzinę opiekująca się świątynią. Palą wszystkich jej członków w domu ozdobionym na ślub nagietkami. Motyw podpalenia także m.in. w Zamaana Deewana, Kudrat, czy Dhaai Akshar Prem Ke.
- Kannan spełniwszy swoją misję, wyrównawszy rachunki z mordercą swojej rodziny pociąga go za sobą w ogień. Podobnie rzuca się w śmierć mszcząca swego męża bohaterka Anjaam. Bohater Zindy dokonawszy realizowanej latami zemsty puszcza rękę trzymającą go przy życiu i spada w śmierć. Motyw samobójstwa poprzez skok pojawia się też w Hamesha.

## Obsada
| Actor          | Role           |
| -------------- | -------------- |
| Madhavan       | Sakthi, Kannan |
| Reema Sen      | Velli          |
| Anushka Shetty | Jothy          |
| Vadivelu       | Kirikalam      |
| Bhagyaraj      | CBI            |
| Santhanam      |                |

## Muzyka i piosenki
Autorem muzyki jest Imman.
1. Yaro Yevalo
2. Kurai Onrumillai
3. Mobila Mobila
4. Nee En Thozhiya
5. Varta Varta Varta
6. Ooh Mama
7. Azhagiye Theeye
8. Vaerenna
9. Venmathiye